# نادي أربيل
نادي أربيل الرياضي (بالكردية: یانه‌ی وه‌رزشی هه‌ولێر) هو أحد أندية كرة القدم في العراق. يقع في مدينة أربيل في شمال العراق كردستان العراق يعرف أيضاً باسم نادي هه ولير (بالكوردي).
تأسس نادي أربيل عام 1968
أول مشاركة له في الدوري العراقي كانت في في دوري الدرجة الثانية
لعب في دوري الدرجة الأولى عام 1987
لعب في الدوري العراقي الممتاز عام 1992
هبط إلى دوري الدرجة الأولى عام 1996
عاد إلى الدوري الممتاز عام 1998 وحتى الآن يلعب في الدوري الممتاز
أحرز بطولة الدوري العراقي الممتاز موسم 2006 / 2007 - شارك في جميع بطولات كأس العراق ولم يحقق نتائج تذكر.
شارك في البطولات المحلية التالية :
1- كأس المثابرة
2- بطولة العراق الخيرية
3- بطولة المحبة
4- كأس شباب الأردن 2009 2006
وعلى مستوى إقليم كردستان حقق بطولة دوري كردستان الممتاز في موسمي 2004-2005 و 2005-2006
شارك في دوري أبطال العرب موسم 2006-2007 وخرج في الدور الأول.
شارك في دوري أبطال آسيا 2008
شارك في دوري كأس الاتحاد الآسيوي: 2011 و 2009
حصل على المركز الثالث في بطولة الزيتون 2006
أفضل إنجازات الفريق هو حصوله على لقب الدوري العراقي الممتاز أربع مرات 2006 \ 2007 - 2007 \ 2008 و 2008 \ 2009 و 2011 \ 2012 في إحصائية للسنوات العشر الأخيرة، أقام اتحاد كرة القدم للإحصائيات، بإعداد قائمة لأفضل الأندية الآسيوية للسنوات العشر الأخيرة من ضمنها فريق أربيل الذي جاء في المرتبة 137.

## روابط إضافية
```
 *إنجازاته* 
```

أربع مرات دوري العراقي الممتاز
- موقع نادي أربيل
- موقع صور نادي أربيل